# Čepičná
Čepičná este o arie protejată (arie specială de conservare — SAC, sit de importanță comunitară — SCI) din Republica Cehă întinsă pe o suprafață de 178,56 ha, integral pe uscat.

## Localizare
Centrul sitului Čepičná este situat la coordonatele 49°16′18″N 13°35′22″E / 49.271667°N 13.589444°E.

## Înființare
Situl Čepičná a fost declarat sit de importanță comunitară în noiembrie 2009 pentru a proteja un număr necunoscut de specii din flora spontană și fauna sălbatică aflate în arealul zonei. Situl a fost protejat și ca arie specială de conservare în iulie 2012.

## Biodiversitate
Situată în ecoregiunea continentală, aria protejată conține 3 habitate naturale: Păduri de pin din stepa sarmatică, Păduri de fag din Europa Centrală dezvoltate pe sol calcaros cu Cephalanthero-Fagion, Pajiști carstice calcaroase sau bazofile, de Alysso-Sedion albi.
La baza desemnării sitului se află un număr nedeclarat de specii protejate.